# Obscuropterus melanargyrea
Obscuropterus melanargyrea là một loài bọ cánh cứng trong họ Cerambycidae.